# Refilwe Modiselle
Refilwe Modiselle là một người mẫu và nghệ sĩ giải trí người Nam Phi sinh ra ở Rockville, Soweto và là người mẫu thời trang chuyên nghiệp đầu tiên của Nam Phi mắc bệnh bạch tạng. Cô bắt đầu sự nghiệp người mẫu từ năm 13 tuổi khi được Y! tạp chí. Cô cũng xuất hiện như một người mẫu đường băng vào năm 2005 cho nhà thiết kế người Nam Phi David Tlale, biến cô thành người mẫu bạch tạng đầu tiên xuất hiện trên sàn diễn ở Nam Phi. Modiselle cũng đã có một số kinh nghiệm trong ngành công nghiệp âm nhạc, nơi cô đã biểu diễn như một giọng ca chính cho ca sĩ người Nam Phi Kispetswe "KB" Motsilanyane khi còn đi học. Modiselle được đề cử vào "Danh sách quyền lực" của Tạp chí Oprah 2013 và bắt đầu sự nghiệp diễn xuất. Cô sử dụng biệt danh "Vanillablaq" trên các phương tiện truyền thông xã hội.

## Tuổi thơ
Modiselle sinh ra ở Rockville, Soweto (tại Gauteng, Nam Phi), nơi cô sống với mẹ và cha cho đến khi cô 4 tuổi, sau đó gia đình cô chuyển đến Orange Grove, Johannesburg. Gia đình cô đã tái định cư một lần nữa sau cái chết của cha cô khi cô còn là một cô gái. Cô có hai em gái Bontle và Candice Modiselle cũng làm trong ngành. Ở trường trung học, Modiselle là một học sinh học tập chăm chỉ, nhưng những người học khác sẽ trêu chọc và bắt nạt cô và điều đó khiến cô tập trung hơn vào tương lai.

## Sau trung học phổ thông
Sau khi tốt nghiệp trung học ở Johannesburg, Modiselle học quảng cáo tại Varsity College, tốt nghiệp loại giỏi trong khóa học của mình. Trong suốt cuộc đời làm việc, Modiselle đã chấp nhận công việc người mẫu - bao gồm cả người mẫu cho David Tlale tại Tuần lễ thời trang Nam Phi năm 2005. Modiselle cũng đã có ảnh được đăng trên một số tạp chí in Nam Phi.

## Nghề nghiệp
Cùng với người mẫu sinh ra tại Soweto, Tshegofatso Seakgoe, Modiselle đã được công ty quảng cáo Black River FC tiếp cận vào năm 2012 để trở thành gương mặt đại diện cho chiến dịch thời trang mùa hè của nhà bán lẻ thời trang LEGiT. Chiến dịch hình thành một phần thương hiệu của nhà bán lẻ và Modiselle chính thức được đặt tên là "đại sứ thương hiệu" của nhà bán lẻ tại một sự kiện ra mắt ở Kyalami, Johannesburg, dẫn đến các chiến dịch in và trực tuyến, cũng như quảng cáo video được phát trên truyền hình Nam Phi. Cô tiếp bước một loạt các đại sứ thương hiệu LEGiT bao gồm người dẫn chương trình truyền hình và nữ diễn viên Minnie Dlamini, người dẫn chương trình truyền hình Bonang Matheba, người mẫu Noni Gasa, nữ diễn viên và người mẫu Zizo Beda, và đài phát thanh và nhân vật truyền hình Sade Giliberti.